# Aceite de limón

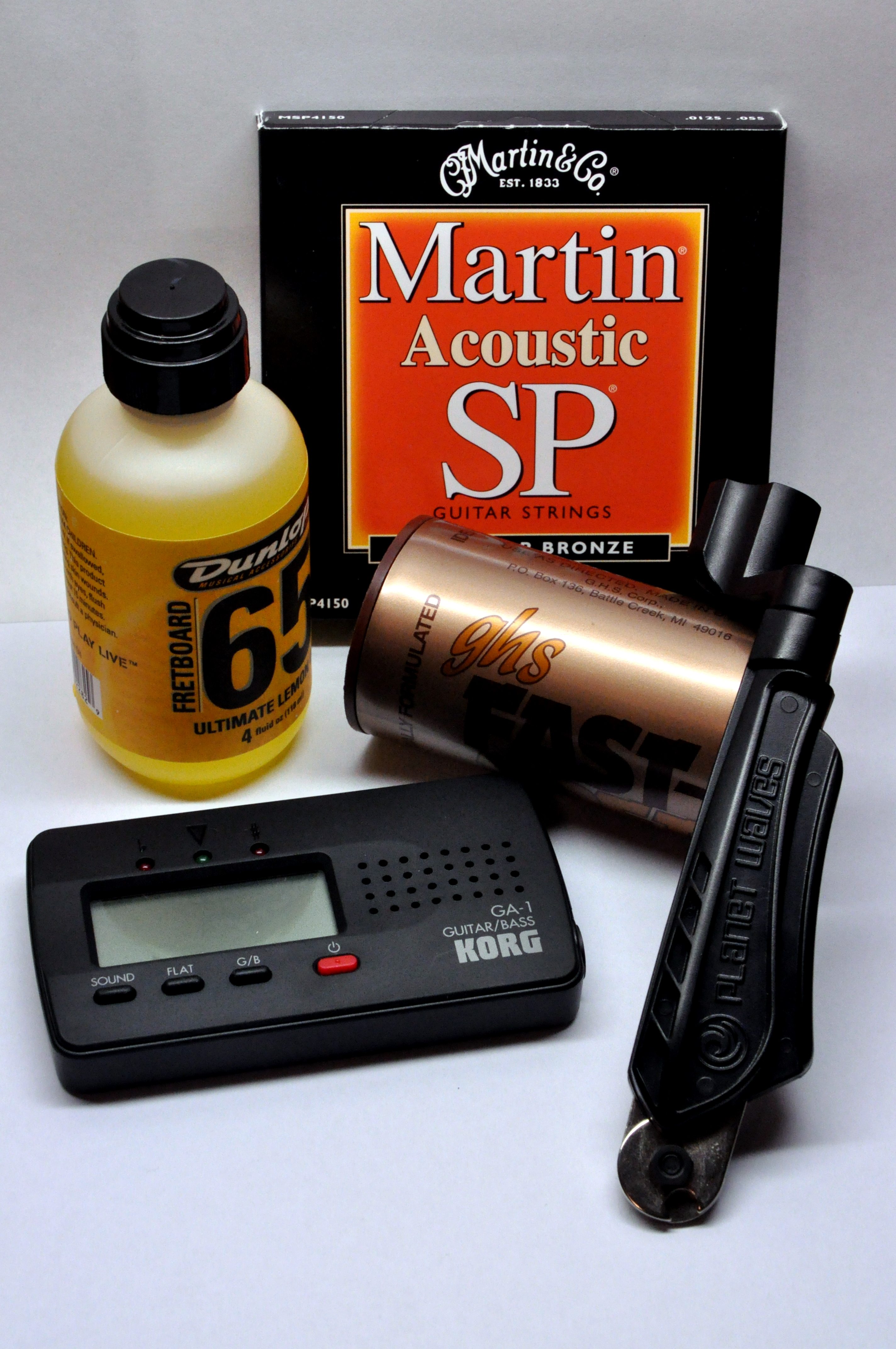
Aceite de limón para mantenimiento de guitarras

El aceite de limón es un aceite esencial que se extrae por presión de la corteza del limón.
Para ello, es necesario coger limones frescos y maduros. Se ralla su corteza y se somete a presión en frío. El aceite volátil se separa, se deja en reposo un tiempo y luego, se decanta. Para obtenerlo puro, es necesario destilarlo. 
Se utiliza generalmente para el tocador y para quitar las manchas de aceites grasos de los lienzos y, en general, de cualquier tipo de tela. 